# August Siebert

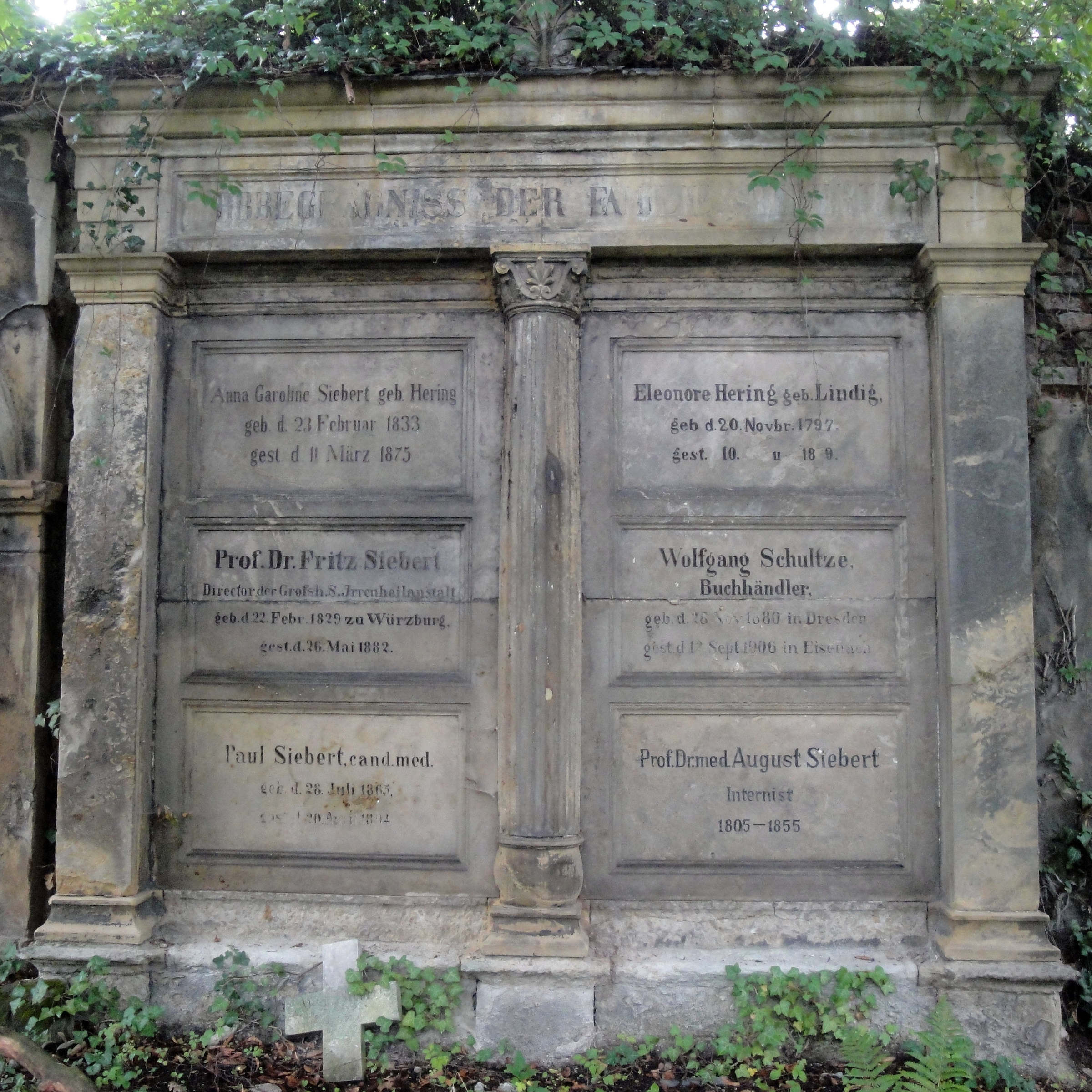
Grab von August Siebert auf dem Johannisfriedhof in Jena

Ludwig August Friedrich Siebert, Pseudonym August Kornfeger (* 31. Juli 1805 in Nymphenburg; † 1. Juli 1855 in Jena), war ein deutscher Mediziner und Lehrstuhlinhaber.

## Leben
August Friedrich Siebert wurde als Sohn des Königlich Bayrischen Stallmeisters Friedrich Siebert geboren. Bis zum August 1817 besuchte er die lateinischen Vorbereitungsklassen in München und 1820 das Gymnasium in Neuburg an der Donau. 1824 bezog er die Universität Erlangen, wo er sich zunächst dem Studium der Philosophie und Theologie widmete. Während seines Studiums wurde er 1824 Mitglied der Burschenschaft Arminia Erlangen. Beeinflusst durch den Anatomen Gottfried Fleischmann (* 23. Februar 1777 in Erlangen; † 22. August 1850 ebenda) wendete er sich dem Studium der Medizin zu. 1826 setzte er seine medizinischen Studien an der Universität Würzburg fort, wo er Schüler von Johann Lukas Schönlein wurde. Am 11. April 1829 wurde er mit der Arbeit Beiträge zur pathologischen Anatomie der Tuberculose, der Malacien, der Magenscirrhen und der Aortenaneurysmas zum Doktor der Medizin promoviert. 1831 wurde er Assistenzarzt von Johann Christian Pfeufer (* 22. August 1780 in Bamberg; † 23. März 1852 ebenda) am Stadtkrankenhaus in Bamberg und wurde dort 1832 praktischer Arzt.
Im Jahr 1846 wurde er ordentlicher Professor der Medizin an der Universität Jena und damit verbunden Direktor der Landesheilanstalten in Jena. 1853 erhielt er den Titel eines Hofrats von Sachsen-Weimar-Eisenach und beteiligte sich im Wintersemester 1853 als Rektor der Alma Mater an den organisatorischen Aufgaben der Salana. Siebert setzte Adolph Henkes Zeitschrift für Staatsarzneikunde (Jg. 1841 bis 1846) fort, war Mitherausgeber des Jahresberichts über die Fortschritte der Pharmacie im Jahr 1843 (Erlangen 1844) und der Jenaischen Annalen für Physiologie und Medicin (1849, 2. Bde.). Er verfasste zahlreiche pathologisch-anatomische Aufsätze für die Allgemeine medicinische Zeitschrift, die Annalen der Staatsarzneikunde, den Medicinischen Argos, dem Correspondenzblatt bayrischer Aerzte, Carl Christian Schmidts Encyclopädie der gesammten Medizin etc. Er galt als vorzüglicher klinischer Diagnostiker. Zu seinem Standarduntersuchungsinstrument gehörte die Lupe. Unter dem Pseudonym August Kornfeger schrieb er humoristisch-satirische Schriften. 1848 wurde er Reichstagsabgeordneter und daraufhin zum Thüringer Landtagsabgeordneten gewählt.
Siebert hatte sich mit der Würzburger Kaufmannstochter Dorothea Seisser verheiratet. Aus der Ehe stammen die Söhne Friedrich Siebert (* 22. Februar 1829 in Würzburg; † 20. Mai 1882 in Jena) und Johannes Lucas Siebert (* 21. September 1841 in Bamberg; † 13. November 1913 in Jena), welche ebenfalls Mediziner wurden.

## Schriften (Auswahl)
- Beiträge zur pathologischen Anatomie der Tuberculose, der Malacien, der Magenscirrhen und der Aortenaneurysmas. Bamberg 1831 (Online). Zugleich Medizinische Dissertation Würzburg 1831.
- Zur Genesis und Therapeutik der epidemischen Cholera und über deren Verhältniss zum Morbus miliaris nach eigenen in Eger und München gesammelten Erfahrungen. Bamberg 1837 (Online)
- Ueber Verdünnung und Verdünner. Eine höfliche Erwiederung des Dr. Eisenmann auf das höfliche Sendschreiben des Dr. Griesselich. Bamberg 1838 (Online)
- Stuben- und Reisebilder eines phantastischen Mediciners. Bamberg 1838 (Online), Bamberg, Erlangen 1841 (Online), Erlangen 1842 (Online).
- Die Hermannsfeier. Programm nach einer Zeichnung des Magister Schalk. Bamberg 1839 (Online)
- Zur Genesis und Therapeutik der rothen Ruhr und deren Verhältniss zum Erysipelas. Bamberg 1839 (Online)
- Die Schlange des Aesculap und die Schlange des Paradieses. Eine Remonstration im Interesse der freien Wissenschaft gegen die Restauration des Dr. Johann Nepomuk von Ringseis. Jena 1841 (Online)
- Kritik der Gegensätze in der Medicin. Ein Nachtrag zur Aesculap- und Paradies-Schlange. Jena 1842 (Online)
- Technik der medicinischen Diagnostik. Band 1 und 2 Erlangen 1843 und 1845; Band 3 (Diagnostik der Krankheiten des Unterleibs) 1855
- Schoenleins Klinik und deren Gegner Conradi, Scharlau und Lehrs. Eine Reclamat. der prakt. Medicin. Erlangen 1843 (Online)
- Adnotationes clinicae part. I. Jena 1846 (Online); deutsch: Klinische Beiträge. 1. Reihe. Jena 1846
- Krankheits-Geschichte und Leichenbefund des verlebten Herrn Peter Ohlmüller. Ein Beitrag zur Lehre von der Klappen-Insufficienz des Herzens. Bamberg 1845 (Online)
- Mittheilungen aus der medicinischen Klinik zu Jena. Jena 1848 (books.google.de)